# Усатово (посёлок, Одесская область)
Усатово (укр. Усатове) — посёлок, относится к Одесскому району (до реформы Беляевский район) Одесской области Украины и входит в состав Нерубайской ОТО.
Население по переписи 2001 года составляло 1210 человек. Почтовый индекс — 67664. Телефонный код — 482. Занимает площадь 1,47 км². Код КОАТУУ — 5121085201.

## Местный совет
67661, Одесская обл., Одесский район, с. Нерубайское, пл. Партизан, 4

### Выборы в местный совет 2020
На выборах советов и глав общин из кандидатов поселка Усатово в местную ОТО (ОТГ) прошли 3 кандидата: Вейса В.В. Кисса Ф. и Кирилюк С.А. 

## Амбулатория
На территории поселка действует амбулатория Семейного врача . 
Семейный врач Анна Борисовна ведет свой youtube канал

## Поселок Усатово в Социальных сетях
Телеграм: https://t.me/stUsatovo
Facebook: https://www.facebook.com/groups/st.usatovo